# バチュマン
バチュマン（八赤蛮、? - 1237年?）は、13世紀前半の、キプチャクの一部族のオルブルリク部族の首領である。
1230年代後半にバトゥを総司令官とするモンゴル帝国がキプチャク草原に侵入し、その大部分を征服した。バチュマンは巧みな奇襲戦法を用いて抗戦を続けたが、捕虜となり、モンケの前に引き出されて殺害された。ラシード・ウッディーンの『集史』に基づけば、バチュマンとモンゴル帝国軍との戦いは、1237年から始まったと推測される。また、それはモンゴル帝国軍がルーシに侵攻する前段階の出来事である。一方、ジュワイニーは、バチュマンの戦闘と、モンゴル帝国軍によるヴォルガ・ブルガールやルーシの征服とを別個に著述していることから、バチュマンの抗戦は1238年から1239年にかけての、モンゴル軍がモルドヴィン人やキプチャク族を制圧した時の出来事である可能性が高いと論じている。
バチュマンの名は、ノガイ人のいくつかの伝承の中に語られている。